# Zeghere van Male

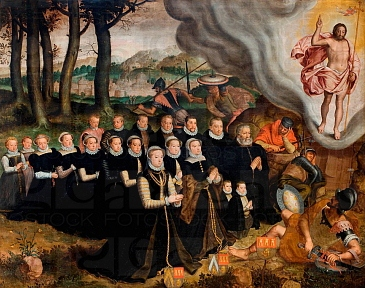
Ex voto schilderij van Van Male en zijn familie door Pieter Pourbus, 1578 (Sint-Jacobskerk Brugge)

Zeghere van Male of Zeger van Male (Brugge, 1504 - 7 juli 1601) was een Brugs schrijver, handelaar en stadsbestuurder.

## Levensloop
Zeger van Male was beroepshalve actief als wever en textielhandelaar. In de jaren vijftienhonderd dertig was hij 'vinder' in het ambacht van de merseniers (garen- en bandhandelaars) en in de jaren veertig in dat van de fusteinwevers (katoenwevers). Vanaf 1456 was hij deken, achtereenvolgens bij de zijdereders, de fusteinwevers, de merseniers en de mutsemakers. Hij was vooral bocraanhandelaar.
Hij werd gouverneur van de Stadsschool Sint-Elisabeth voor meisjes (1539-1545) en van de Bogardenschool voor jongens (1550-1554). Hij was kerkmeester van de Sint-Jacobskerk. In 1576 was hij mede-inrichter van een loterij ten voordele van de augustijnen in Brugge. Hij was lid van de Sint-Jorisgilde van kruisboogschutters.
Van Male trouwde met Antonine vander Maze († 9 december 1559) en hertrouwde in 1563 met Johanna Haeghe († 17 augustus 1569), weduwe van Willem Maerten. Uit zijn eerste huwelijk sproten veertien kinderen, uit het tweede twee: Zeger (°1565) en Antonius (°1569). Vijf kinderen overleden zeer jong. Twee van hen, Lodewijk en Antonius, werden calvinist. Lodewijk bekleedde stadsambten tijdens de calvinistische periode en werd in 1584 uit de stad verbannen. Hij woonde eerst in Antwerpen en vervolgens in Brussel. Hij overleed er op 2 juli 1596 en werd er katholiek begraven, bij de minderbroeders. Antonius woonde na 1584 in Amsterdam. Zeger van Male junior bleef katholiek en werd in 1590 gemeenteraadslid in Brugge om nog voor 1596 uit te wijken naar Antwerpen.
In 1544 werd Van Male eigenaar van een dubbelhuis in de Vlamingstraat, dat strekte tot in de Grauwwerkersstraat. Hij bezat ook een huis op de Garenmarkt. In 1573 kocht hij een heester of lusthof en drie aanpalende huizen, in de Sint-Jorisstraat, naast de kapel van de makelaars. In 1576 verkocht hij het huis in de Vlamingstraat aan zijn zoon Lodewijk en kocht in 1584 een huis in de Langestraat. Hij ging het niet bewonen, maar huurde een huis in de Vlamingstraat.
Zeger van Male werd 97. Hij en verschillende leden van zijn gezin werden in de Sint-Jacobskerk begraven. Hij was de tijd- en stadsgenoot van onder meer Eduard de Dene, Juan Luis Vivès, Marcus Laurinus, Cornelis Everaert, Marcus Gerards, Pieter de Corte, Remigius Driutius, Nicolaas Despars, Juan Perez de Malvenda en Joos de Damhouder.

## Stadsbestuur
Van Male vervulde verschillende ambten in het Brugs stadsbestuur.
- In 1550 werd hij Brugs gemeenteraadslid.
- In 1566-67 en 1574-74 was hij schepen van Brugge.
- Hij werd opnieuw raadslid in september 1577, maar werd hij in maart 1578 afgezet, naar aanleiding van de calvinistische staatsgreep.
- Hij werd in september 1584, onmiddellijk na de troebelen, opnieuw raadslid en tevens voorzitter van de Armenkamer.
- Van 1585 tot 1587 was hij weer schepen. Hij was toen 83.

In 1593 werd hem een stadspensioen toegekend wegens zijne cleene middelen van leven. Dit was onder meer een compensatie voor verplichte leningen die hij aan het calvinistisch bestuur had moeten toestaan en die hem maar gedeeltelijk waren vergoed.

## Geschriften
Van Male is vooral van belang gebleven door de twee uitgebreide studies die hij schreef en die later historisch waardevol bleken en gepubliceerd werden. Het waren:
- Den speghel memoriael, sprekende van 't gouvernement van den godshuuse Ten Boomgaerde (1555), handschrift in originele versie en in dubbel bewaard in het Stadsarchief Brugge.
- Deerlicke lamentatie ende beclagh vande destructie van de stede van Brugghe (1590-1591), 17de- en 18de-eeuwse kopies in handschrift bewaard in het Stadsarchief Brugge.

Pas was zijn termijn als gouverneur van de Bogardenschool afgelopen, of Van Male zette zich aan het schrijven van een traktaat dat hij in de eerste plaats bestemde voor de toekomstige gouverneurs en leraars van deze school. Hij beschreef de geschiedenis en de wijze van beheren van de school. Hij weidde uit over de categorieën van opgenomen kinderen, over de wijze van aanvaarding, de huisvesting, de kledij, het verstrekte voedsel, de hygiëne, de religieuze opleiding, de dagtaken, de deelname aan het sociale leven in Brugge, de beloningen en straffen. Hij had het weinig of niet over de leerstof, de schoolboeken en de leermethoden.
Zijn tweede belangrijk werk wijdde Van Male aan de periode van de calvinistische overheersing in Brugge. Hij schreef het in 1590-1591, vele jaren dus na de gebeurtenissen, toen de auteur al 86-87 jaar oud was. Onderzoek van de tekst heeft echter aangetoond dat hij de feiten nauwgezet weergaf.
Het werk begon met een beschrijving van Brugge tijdens de geuzentijd en concentreerde zich op de installatie van een calvinistisch bestuur (1578-1584). Het was een woelige tijd, waarbij de Bruggelingen heel wat te lijden hadden. De Beeldenstorm, de opstand tegen het centrale, katholieke Spaanse gezag dat uitmondde op een calvinistische republiek, en daarna de herovering door de Spanjaarden hadden nefaste gevolgen voor de leefomstandigheden en de economie. 

## Liedboek
In 1542 werd het liedboek voltooid dat Zeghere van Male had laten maken, waarin werken staan van Brugse componisten zoals Lupus, maar ook werken van componisten zoals Willaert, die hem mogelijk persoonlijk een motet heeft gegeven. 
Het liedboek van Van Male ontleent zijn charme niet alleen aan het gevarieerde muzikale repertoire, maar vooral aan de talrijke illustraties die een groot deel van de ruim 1200 bladzijden van dit liedboek verfraaien. Versierde initialen, kleurentekeningen die soms een hele pagina beslaan en humoristische illustraties die niets met de inhoud van de muziek te maken hebben, tillen dit manuscript ver uit boven het gemiddelde burgerlijke chansonnier van West-Europa en maken het tot een uniek artistiek en historisch document. Het is bovendien een van de weinige manuscriptliedboeken uit de lage landen, die zich in uitstekende staat bevindt. De zorg waarmee Van Male zijn manuscript liet vervaardigen, duidt op zijn hoge sociale positie.

## Publicaties
- Charles CARTON, Lamentatie van Zeger van Male, Gent, Maatschappij der Vlaamsche Bibliofielen, 1859.
- Albert SCHOUTEET (uitg.), Zeger van Male, Een beschrijving van de Bogardenschool te Brugge, Brugge, 1960.
- Alfons DEWITTE & Antoon VIAENE, De lamentatie van Zeghere van Male. Brugge na de opstand tegen Spanje, Brugge, 1977.
- Dominique Visse, Zeghere van Male, Albus Editions, 2021 (modern and digital score)

## Voetnota
1. ↑   Bocraan was een stevig linnenweefsel van middelmatige kwaliteit. Zie: A. V., Bokraener, in: Biekorf, 1965, p. 31